# Amblyraja robertsi
Amblyraja robertsi es una especie de pez de la familia de los Rajidae en el orden de los Rajiformes.

## Morfología
Los machos pueden llegar a alcanzar los 77 cm de longitud total.

## Reproducción
Es ovíparo. Las hembras ponen huevos envueltos en una cápsula córnea.

## Hábitat
Es un pez marino de aguas profundas (34°S-34°S) que vive hasta 1.350 entre m de profundidad.

## Distribución geográfica
Se encuentra en el océano Atlántico suroriental: frente a las costas de Ciudad del Cabo (Sudáfrica).

## Observaciones
Es inofensivo para los humanos. 